# François Brousse

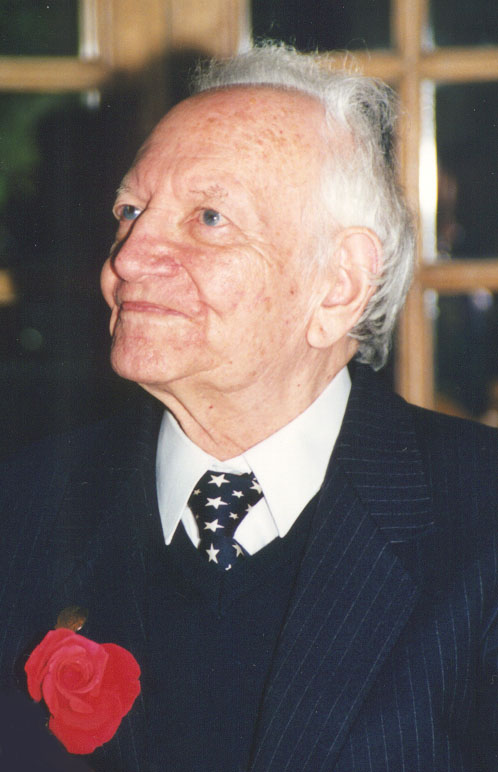
François Brousse 1994

François Brousse (* 7. Mai 1913 in Perpignan; † 25. Oktober 1995 in Clamart) war ein französischer Philosophieprofessor und Schriftsteller, der hauptsächlich im Languedoc-Roussillon tätig war. Ab 1938 trat er als Autor von Gedichten, Romanen, Theaterspielen und Märchen sowie mit metaphysischen, astronomischen, historischen und esoterischen Essays in Erscheinung. Er zählt zu den Vorläufern der Bewegung der sogenannten „philosophischen Cafés“, die in Frankreich Ende des 20. Jahrhunderts in Erscheinung traten.

## Biografie
Brousse war das einzige Kind einer französisch-katalanischen Familie in Perpignan. Angeblich begann er im Alter von 10 Jahren, erste Gedichte zu verfassen.
1932 begann er ein Studium in Literatur an der Universität Montpellier. Ab März 1936 (oder Nov. 1937) war Brousse Internatsdirektor und Lehrer. Im Jahr 1940 trat er eine Professur in Philosophie und Literatur in Languedoc-Roussillon an, die er bis zu seinem Rücktritt 1975 innehielt. Ebenfalls unterrichtete er Kosmographie (1955, 1962). In dieser Zeit wird sein Denken stark von Cajzoran Ali, einer 35-jährigen nordamerikanischen Frau, die 1928 ein Buch über Yoga in New York veröffentlicht hatte.
Im Laufe seines Lebens verfasste Brousse zahlreiche Gedichte und Essays, oft mit mythologischem Inhalt. Auch war er eine Bewunderer Victor Hugos. Brousse veröffentlichte ebenfalls diverse historische, pseudo-prophetische Schriften, z. B. „Die Türme der Nacht“ (1939).
In den fünfziger Jahren begann Brousse seine esoterische Poesie der „Vierten Dimension“, die er als eine Überwelt bezeichnet, und die nur durch Pflanzenkost, Nichtgewaltanwendung und Praxis der buddhistischen Segnung erreicht werden kann.
Nach Brousse wird das Universum von drei Kräften regiert: der Freiheit, dem Schicksal, der Göttlichkeit. Der Mensch erntet, was er sät.
Ab 1985 bis 1990 entsteht ein neuer Stil in der Dichtung, die des „Transfini“, ein Begriff der schon vom deutschen Mathematiker Georg Cantor (1845–1918) verwendet wurde. Für den Dichter ist „der Transfini die Verbindung zwischen dem Endlichen und dem Unendlichen in einer transzendentalen Synthese: sein Fachbereich ist die Aufklärung.“

## Wirken
Brousse beginnt seine Tätigkeit durch Konferenzen im Herbst 1951 auf dem Gebiet der Astronomie. Diese gewinnt an Umfang, während seines Aufenthalts in Prades (1961–1965), wo er an einem Zyklus zum Thema Apokalypse (1961–1981) arbeitet, ein Thema, über welches er schon seit 1945 neue Erkenntnisse bringen wollte.
Ab 1975 widmete er mehrere Konferenzen (1976–1978, Prades, Perpignan) den Begegnungen mit den Personen, die seinen Lebenslauf geprägt haben: Zorah – oder Cajzoran Ali – (1938), der Graf von Saint-Germain (1966), Apollonius von Tyane (1927). In seinen Äußerungen befasste er sich auch mit anderen historischen Figuren, unter anderem mit Propheten wie Rama, Jesus, Plotin, Ulrich von Mainz etc.
Im Juni 1979 hielt er seine erste Konferenz in Paris zum Thema „Die Kommunikation der Sinne und des Geistes.“
Seine Konferenzen (1984–1990) erörtern "die Astrosophie". Brousse hielt seine letzte Konferenz im Oktober 1990, über das „Manifest der Vierten Dimension“ und hatte seinen letzten Auftritt im Juni 1995.
Aus diesen zahlreichen Gesprächen und Konferenzen entstanden 430 Schriften.

### François Brousse und „France-Inde“ (1952–1963)
Die Zeitschrift France-Inde wurde ab Februar 1951 vom gleichnamigen Verein veröffentlicht, aber dieser war schon 1948 in Pierrefitte (Region Paris) gegründet worden. Er stand unter der Leitung von Gopaljee Samboo. Die Zeitschrift erschien ab Februar 1951 (Nr. 1) bis 1975 (Nr. 100) vierteljährlich oder zweimonatlich und wurde von einem Ehrenkomitee, dem unter anderen J.-P. Sartre, Sanghor und G. Duhamel (1954) angehörten, unterstützt. Der Orientalist Jean Herbert hat mehrere Artikel über die hinduistische Spiritualität geschrieben. In der Zeitschrift France-Inde erschienen Dutzende von Poemen, ebenso Artikeln und vierzehn Vorführungen der Werke von Brousse.
Allerdings schuf F. Brousse und C. Van Dyck im Juni 1952 einen Ausschuss France-Inde in Perpignan, der sich dem nationalen Verband France-Inde anschloss. In diesem Rahmen wurden zwischen 1953 und 1963 neun öffentliche Konferenzen organisiert. Der Ausschuss France-Inde aus Perpignan veröffentlichte die erste Ausgabe des Nachrichtenblattes Agni im Jahr 1953 (Zeitschrift Agni, Perpignan, Nr. 1–24, 1953–1960).

## Vorstellung
In seinen poetischen Sammlungen thematisiert Brousse die Rolle des Dichters, den er in einer Radiosendung als „Gärtner der Menschheit“ beschreibt (1957): „Seitdem glaube ich an die zivilisatorische Aufgabe des Dichters. Er streut im kollektiven Unterbewußtsein der Menschheit die Samen der Schönheit, der Bewunderung, des Enthusiasmus, der Liebe; und diese Samen keimen langsam aus; dank dieser bemerkt man die einzige wahre Entwicklung, die Entwicklung der Seele.“
In der Stadt Perpignan initiierte er informelle Gespräche an öffentlichen Plätzen, in Cafés, Kräuterläden, Vereinen und Verbänden (Gruppe der Vierten Dimension 1950, Verein Frankreich–Indien 1953 etc.) und veröffentlichte in unterschiedlichen Zeitschriften (Madeloc, Sources Vives, Agni, Conflent, Tramontane etc.).
Als sachkundiger und talentierter Redner nahm er ab 1951 an Konferenzen teil (regelmäßig ab 1963), so in Prades, in Perpignan und anschließend in ganz Frankreich, in Genf (Schweiz, 1990) und Tell el-Amarna (Ägypten, 1992). Seine Beiträge wurden meist in der lokalen Presse veröffentlicht. 1945 stellte er fest: „Eine meiner irdischen Aufgaben besteht nicht nur in der Offenbarung der Schlüssel für Hugos Esoterik, sondern auch der Arkana vom Heiligen Johannes und der Geheimnisse von Nostradamus“.
Wahrgenommen als eine nicht klassifizierbare und pittoreske Persönlichkeit der Stadt, beschrieb er sich als ein „ruhiger Mensch“. „Ich bevorzuge zu meditieren, eher als Menschen und Gedränge zu treffen. Ich will nur gelesen zu werden, weil ich eine wichtige Botschaft mitteilen will. […] Meine Aufgabe ist, die eklatante Fackel der Poesie, Metaphysik und des Ideals wieder anzuzünden.“
Lokalzeitungen (L’Indépendant, Midi Libre, La Dépêche du Midi) und überregionale Presse haben ihm mehr als 250 Artikel gewidmet, in periodischen Zeitschriften sind über dreihundert andere Artikeln über ihn erschienen.

## Literarisches Werk
Das literarische Werk von Brousse ist in der Nationalbibliothek Frankreichs (Paris) zugänglich und alle Bücher von Brousse sind über den Verein La Licorne Ailée verfügbar.

### Gedichte
Die alten Werke wurden 1986 in den Œuvres poétiques t. I (Poetischen Werke Band 1) zusammengetragen und herausgebracht:
Le Poème de la Terre (Gedicht von der Erde) (1938)
La Tour de cristal  (Der Kristallturm)(1939)
Chants dans le ciel (Gesänge im Himmel) (1940)
À l’Ombre de l’Antéchrist – Poèmes écrits sous l’occupation allemande (Im Schatten des Antichrists – Gedichte unter deutscher Besatzung geschrieben)(1945)
Le Rythme d’or (Der goldene Rhythmus) (1951)
Les Pèlerins de la nuit (Die Pilger der Nacht) (1953)
L’Enlumineur des mondes (Der Illuminator der Welten) (1954)
La Harpe aux cordes de Lune (Die Harpe mit Mondlichtsaiten) (1957)
L’éternel Reflet (Die ewige Spiegelung) (1963)
Hymne à la Joie (Hymne an die Freude) (1964)
Die Werke zwischen 1970 und 1975 wurden 1988 in den Œuvres poétiques t. II (Poetische Werke Band 2) zusammengetragen und herausgebracht:
Voltiges et vertiges – Sonnets psychédéliques (Flug und Taumel – Psychedelische Sonette) (1970)
De l’autre Cygne à l’Un (Von einem Schwan zum anderen) (1973)
Murmures magiques (Magisches Murmeln) (1975)
Die individuelle Auflage und Neuauflage seit 1982 bis heute:
Rama aux yeux de lotus bleu (Rama mit blauen Lotusaugen) (1952; 1983)
L’Angélus des rêves (Das Angelus der Träume) (1978; 1989)
Ivresses et sommeils (Trunkenheit und Schlaf) (1980; 1989)
Au Royaume des oiseaux et des licornes (Im Königreich der Vögel und Einhörner) (1982)
Orphée au front serein (Heiterer Orpheus) (1984)
L’Aigle blanc d’Altaïr (Der weiße Adler von Altair) (1987)
Le Graal d’or aux mille soleils (Der goldene Gral von tausend Sonnen) (1989)
La Rosée des constellations (Der Tau der Sternenbilder) (1991)
Les Transfigurations (Verwandlungen) (1992)
Le Baiser de l’Archange (Der Kuß des Erzengels) (1993)
Le Frisson de l’aurore (Kälteschauer im Morgenrot) (1993)
Les Miroitements de l’Infini (Die Spiegelung des Unendlichen) (1994)
Le Chant cosmique de Merlin (Merlins kosmisches Lied) (1995)
L’Homme aux semelles de tempête (Der Mann mit den Sturmfüßen) (1995)
Poèmes de mon lointain matin (Gedichte meines entfernten Morgens) (1995)
Rencontre avec l’Être (Begegnung mit dem Wesen) (1995)
La Roseraie des fauvettes (Der Rosengarten der Grasmücken) (1997)
L’idéale Métamorphose (Die ideale Metamorphose) (1998)
Le Sourire de l’astre (Das Lächeln der Sterne) (1998)
Fantaisies (Fantesien) (2000)
Le Refrain de l’Absolu (Der Refrain des Absoluten) (2001)
Le Pas des songes (Schritt der Träume) (2001)
Vers l’Ailleurs – Anthologie poétique (Hinter dem Anderswo – Gedichtsammlung) (2005)
Les Jardins de la Reine Jeanne (Die Gärten der Königin Jeanne) (2006)
Le Rire des dieux (Das Lachen der Götter) (2006)
Vie lyrique (Lyrisches Leben) (2006)
La Mort du mahatma Gandhi (Der Tod von Mahatma Gandhi) (Éditions de la Neuvième Licorne, 2008)
Il existe un azur (Es existiert ein Azur) (2010)

### Essays
Falls nicht anders angegeben, wurden die hier erwähnten Werke vom Verlag Licorne Ailée aufgelegt oder neu aufgelegt. In diesem Fall entspricht das zuerst genannte Datum dem Jahr der ersten Auflage und das nächste das der Neuauflage:
La Chute de l’Aigle allemand (Der Fall des Deutschen Adlers) (Imp. Sinthe et Co., Perpignan, 1944)
L’Avenir des peuples – Étude sur les destinées du monde (Die Zukunft der Menschheit – Studie über das Schicksal der Welt) (Imp. Sinthe et Co., Perpignan, 1945)
Le Secret des tombes royales (Das Geheimnis der königlichen Grüften) (1947; 1991)
Ezéchiel, mage chaldéen (Ezechiel, der chaldäische Magier) (1955; Neuauflage in Les Secrets kabbalistiques de la Bible (Die kabbalistischen Geheimnisse der Bibel) 1987)
La Lune, fille et mère de la Terre (Der Mond – Tochter und Mutter der Erde) (1958; 1992)
Antoine Orliac, Poète martiniste (Antoine Orliac, Martinistischer Dichter) (Zeitschrift Sources Vives, Nr. 8, Perpignan, Nov. 1958)
De Pythagore à Camille Flammarion (Von Pythagoras bis Camille Flammarion) (1960; 1991)
Une Torche aux astres allumée (Eine Fackel von den Sternen entzündet) (1961; 1989)
Lamennais et le christianisme universel (Lamennais und das universelle Christentum) (1963)
Sub Rosa, pensées sans entraves (Sub Rosa, Gedanken ohne Grenzen) (1964)
Les Clés de Nostradamus (Die Schlüssel zu Nostradamus) (1965; Neuauflage in Nostradamus ressuscité, t. II (Wiederbelebung des Nostradamus, Band 2) 1997)
Les Secrets kabbalistiques de la Bible (Die kabbalistischen Geheimnisse der Bibel) (1968; 1987)
Zoroastre, l’Apôtre du Soleil (Zarathustra, der Sonnenapostel) (1972; 1989)
L’Ordre de l'Étoile polaire et Celui qui vient (Der Orden des Polarsterns und des Kommenden) (1974; Neuauflage in La Trinosophie de l'Étoile polaire (Die Trinosophie des Polarsterns) 1990)
Isis-Uranie (Isis – Urania)(1976; Neuauflage in La Trinosophie de l'Étoile polaire (Die Trinosophie des Polarsterns) 1990)
Le double Infini (Die doppelte Unendlichkeit) (1977; Neuauflage in La Trinosophie de l'Étoile polaire (Die Trinosophie des Polarsterns) 1990)
René Espeut, biologiste et poète (Rene Espeut, Biologe und Dichter) (Zeitschrift Sources Vives, Nr. 34, Perpignan, Winter 1979)
La Prophétie des papes, miroir du monde (Die Prophezeiungen der Päpste, Spiegel der Welt) (1981)
Les Visiteurs des millénaires – Le Comte de Saint-Germain, t. I (Milleniumbesucher – Der Graf von Saint Germain, Band 1) (1982; 1990)
La Trinosophie de l'Étoile polaire (Die Trinosophie des Polarsterns) (1984; 1990)
Les Secrets kabbalistiques de Victor Hugo (Die kabbalistischen Geheimnisse von Victor Hugo) (1985)
Les Secrets kabbalistiques de la Bible (Die kabbalistischen Geheimnisse der Bibel) (1987)
L’Astrosophie, la science divine des étoiles (Die Astrosophie, die göttliche Wissenschaft von den Sternen) (Éditions Dervy-livre, Paris, 1989)
La septième Erreur de l’humanité (Der siebte Irrtum der Menschheit)(1991)
L’Arbre de vie et d’éternité, une nouvelle forme de Kabbale (Der Baum des Lebens und der Ewigkeit, eine neue Form der Kabbala) (1992)
Le Livre des révélations, t. I et II (Das Buch der Offenbarungen, Band 1 und 2)(1992)
Les Mystères d’Apollon (Die Mysterien des Apollo) (1992)
La Coupe d’Ogmios (Der Pokal des Ogmios) (1993)
L’Évangile de Philippe de Lyon (Das Evangelium nach Philippe de Lyon) (1994)
Par le Soupirail du rêve (Durch das Kellerfenster des Traumes) (1996)
Nostradamus ressuscité, t. I (Nostradamus’ Wiederbelebung, Band 1) (1996), t. II (Band 2) (1997), t. III (Band 3) (1998)
Le Yoga polaire (Das polare Yoga) (1997)
Dans la Lumière ésotérique (Im esoterischen Licht) (1999)
Commentaires sur l’Apocalypse de saint Jean, t. I (Kommentare zur Apokalypse nach Johannes dem Heiligen, Band 1) (2001)
Bulletin du Maître polaire – Cours de Métaphysique – (Bericht des polaren Meisters – Metaphysikkurs) 1992–1993 (Aufl. 2001); 1993–1994 (2002); 1994–1995 (Aufl. 2003); 1995–1996 (Aufl. 2004); 1996–1997 (Aufl. 2005); 1997–1998 (Aufl. 2006); 1998–1999 (Aufl. 2007); 1999–2000 (Aufl. 2008)
Le Manifeste de la Quatrième Dimension (Das Manifest der vierten Dimension) (Verlag Neuvième Licorne, 2008)
Poésie, langage de l'âme (Dichtung, Sprache der Seele) (Verlag Neuvième Licorne, 2008)
Les Conquérants reviviscents (Wiederbelebte Eroberer) (2010)

### Romane
Péhadrita parmi les étoiles (Pehadrita zwischen den Sternen)(1983)
L’Abeille de Misraïm (Misraims Biene) (1986)
Contes du gouffre et de l’infini (Geschichten über Abgründe und über das Unendliche)(1988).